# 監護権
監護権（かんごけん）とは、親権を構成する権利の一つ。
親権者（保護者など）の未成年者に対する権利として、民法で規定される（民法820条）。

## 内容
親権の内容としては、身上監護権、財産管理権、法定代理権などがあるが、このうちの身上監護権を特に監護権と呼ぶ。
監護権（身上監護権）の内容は次の通りである。
- 監護教育権（民法820条）

があたる。
居所指定権（法定代理権による住民票異動届など）は親権に属し監護権には属さない。かつて民法822条に規定があった懲戒権は属していた。
監護権の内容はしばしば同時に義務を形成する場合がある。監護を怠った結果、その保護する子女の身体・生命・安全に危険が生じた場合、保護責任者遺棄罪で処罰されることがある。なお、離婚があった場合は親権者と監護権者とが別々に定められるケースがある（民法766条、771条）。